# Рифейские горы

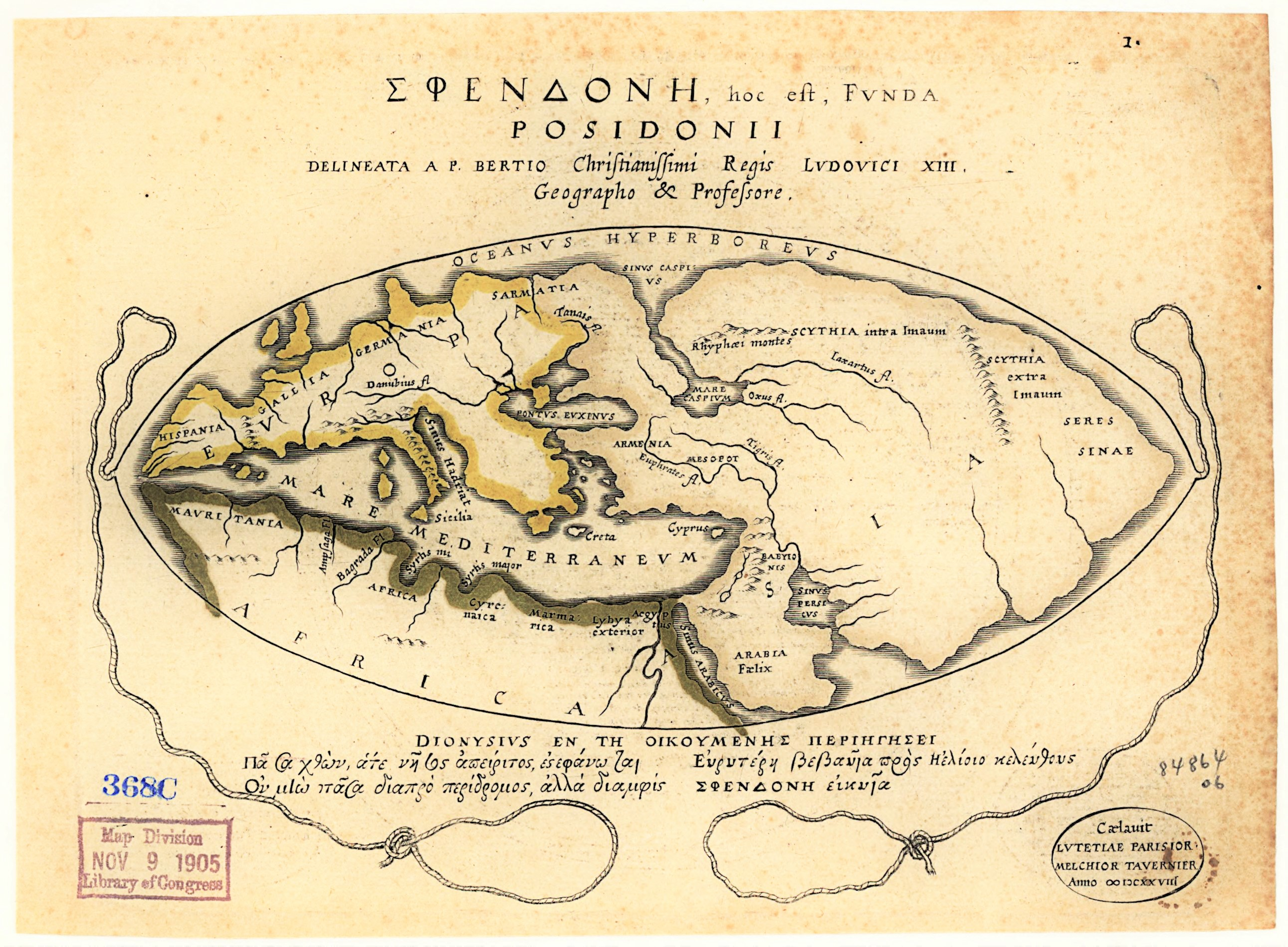
Рифейские горы (Rhyphæi montes) на геродотовой карте мира

Рифейские горы (Рипейские горы, Рипы, Рифы, Рипеи, Рифеи) — обозначение возвышенностей, дающих начало основным рекам Скифии; в греческой мифологии это и горы, на которых находилось жилище северного ветра Борея.
Предположительное соответствие — современные Уральские горы.

## Античные источники
В целом северную локализацию Рифейских гор указал Гекатей Милетский. Далее античная наука пошла по пути уточнения местонахождения этого важного географического ориентира.
О гипербореях, живших за Рипейскими горами, писал Гелланик. 
Однако Геродот это название не упоминает.
Согласно Гиппократу — Скифия лежит под созвездием Медведицы, у подножия Рипейских гор, откуда дует северный ветер.
Аристотель также указывал, что Рипейские горы лежат за крайней Скифией, под самой Медведицей, и что оттуда стекает больше всего рек, самых крупных после Истра, но считал баснословными рассказы об их небывалой величине. В другом месте Аристотель, не упоминая названия «Рипейских гор», подчёркивает, что самое сильное течение рек на земле — от возвышенностей на севере.
Рипейские горы упоминает Аполлоний Родосский, который помещает там истоки Истра.
Страбон считал их мифическими, равно как и гипербореев.
Согласно географической поэме Дионисия Периэгета, из Рипейских гор вытекали реки Алдеск и Пантикап.
У древнеримского историка Юстина есть следующее упоминание: «Скифия простирается в восточном направлении и ограничена с одной стороны Понтом, с другой — Рифейскими горами, а сзади — Азией и рекой Фасисом».
Клавдий Птолемей во II веке н. э. суммировал известные на его время историко-географические факты. По его данным, Рипейские горы находились на территории Европейской Сарматии и имели координаты по середине: 63°— 57°30′; причем с Рипейскими горами граничила область расселения саваров и борусков. На основе данных Птолемея было создано множество средневековых карт
.
В «Орфической аргонавтике» Рипейские ущелья названы в перечне географических объектов, которые преодолели аргонавты, прежде чем вошли в северное море, а также сказано, что Рипейские горы закрывают Солнце киммерийцам.
Согласно «Периплу» Маркиана, с Рипейских гор, которые лежат «между Меотийским озером и Сарматским океаном», текут реки Хесин (предположительно Западная Двина) и Турунт (предположительно Полота).
По Филосторгию, с Рипейских гор стекает Танаис (предположительно Северский Донец или Дон), а у их подножия жили невры, которых он отождествлял с гуннами. Вероятней всего, он объединил Дон и Волгу, которая в "дорусской" древности объединялась с Камой, а не с современным "русским" верховьем Волги, в единую реку через узкий перешеек между двумя этими реками.

## Этимология

### Скифская
По оценке лингвистов, «Липа-» в имени Липоксай должно соответствовать форме «Рипа» в других, более архаичных скифских диалектах. Это слово можно связать с названием Рипейских гор греко-скифской традиции (Рипа у более ранних, Рипеи у более поздних авторов). Это хорошо согласуется со скифской концепцией о трех сферах космоса: верхней — небесно-солнечной, нижней — водной или подземной и средней — надземной (символическое название — «Гора»). По мнению ученых, имя Липоксай должно означать «Владыка горы». Тем самым подтверждается скифское происхождение не только представлений о Рипейских горах, но и самого их названия.

### Греческая
Само название «Рипы», «Рипейские горы» ученые обычно считали греческим. В частности, происходящим и от греческого слова «рипе» — «полет», «напор», «порыв» ветра. «Рипе» в значении «порыв» (ветра Борея) увязывалось с Бореем, якобы обитавшим у Рипейских гор. Но это, вероятно, вторичное осмысление, не имевшее отношения к происхождению самого названия гор — «Рипейские».

### Древнеиндийская
В древнеиндийском сборнике гимнов «Ригведа» (1700—1100 гг. до н. э.) есть такие строки об Агни (боге огня): «Он (Агни) охраняет желанную вершину Рипы, место Птицы; он, бодрый, охраняет путь Солнца; он, Агни, охраняет в центре (буквально „на пупе“) Семиглавого» («Ригведа» III. 5. 5, пер. Г. М. Бонгард-Левина).
Слово «рипа» (или «рип») исследователи «Ригведы» обычно переводят как «земля», в переводе Татьяны Елизаренковой — «вершина земли», по предположению Бонгард-Левина и Грантовского, речь идёт о горе, горной вершине («вершине земли»).

### Общеевропейская.
Риф — "гряда подводных камней". Из нем. Riff или голл. rif, первонач. "ребро"  М. Р. Фасмер 1964—1973. Возможно, родственны Гребень, Хребет.

## Параллели с мифами других народов

### Рипы и мировая гора в индоиранской традиции
Г. М. Бонгард-Левина и Э. А. Грантовский указали на античную традицию упоминаний об обилии золота и текущих в золотых руслах потоках у Рипейских гор и выдвинули утверждение, что Рипы, вероятнее всего, связаны с эпическими горами Меру в индуизме и Хара Березайти («Высокая Хара») в зороастризме.
Сведения древнеиранской традиции о горах Хары имеют прямые соответствия в индийском космологическом цикле о Меру, широко представленном в различных сочинениях древней Индии: хребет Хара по представлениям древних индийцев, так же, как и Меру в зороастризме, протянулся по всей земле с запада на восток. То же рассказывали и о великих горах к северу от Скифии.
На Харе, как и на Меру, помещали благую страну небожителей. Туда могли попасть живыми лишь самые выдающиеся и справедливые герои. Лишь с помощью божественной силы достигали Меру земные герои индийского эпоса.

### Рипы у финно-угров
Заметно почитание подобных гор у финно-угров, в чьих языках есть ряд индоиранских заимствований.

## Отождествление

### С Уралом
И. В. Пьянков, А. И. Доватур, Г. М. Бонгард-Левин, Э. А. Грантовский отождествляют Рифеи с Уральским хребтом.
Рыбаков Б. А. и Сиротин С. В. подвергают сомнению предположение, что Рипы могут соответствовать Уральским горам, так как в округе Урала не находятся истоки великих рек Скифии (Борисфена; Танаиса — Северского Донца или Дона, Хесина — Западной Двины). Уральские горы не являются водоразделом бассейнов Сарматского океана (Балтики), Понта Эвксинского (Чёрного моря), Меотиды (Азовского моря) и Гиркании (Каспийского моря).
Тем не менее, такой водораздел действительно существует — он берёт начало в Белорусской гряде и далее переходит в Валдайскую возвышенность и гряду Северных Увалов, отделяющих Волго-Камский бассейн от бассейнов рек, впадающих в Белое Море. В до русские времена Волга, которая называлась Ра и Итиль, объединялась по её главному руслу с Камой, которая берет свое начало в Приуралье, а не с современным побочным руслом, которое представляет верховье русской Волги.

### С Кавказом
Л. А. Ельницкий отождествляет Рифейские горы с Кавказом.

### С Тянь-Шанем
Отождествляют с горными массивами Центральной Азии, Тянь-Шаня (И. В. Куклина).
Сторонники «приаральских Рип» вынуждены признать, что далее античная письменная традиция в лице Аристотеля, Страбона, Диодора, Плиния Старшего, Птолемея закрепляет название «Рипейские горы» за горным массивом (возвышенностями водораздела между Балтикой и южными морями), располагающимся в направлении торгового пути между Северным Причерноморьем, степью и северо-западом.
Существенной особенностью ряда концепций (И. В. Куклина, П. А. Ельницкий, И. В. Пьянков, А. И. Доватур, Г. М. Бонгард-Левин) является жесткая идентификация Рифеев с каким-либо конкретным горным массивом на основании вычленения какого-либо характерного признака (или комплекса признаков), относящегося к данному горному объекту в письменной традиции. 
 
Такой подход не совсем правомерен, поскольку в сюжетах, касающихся Рифейских гор, прослеживается постоянное переплетение мифологических сведений о северных горах и сообщений о реальных горных массивах Кавказа, Центральной Азии и Урала и водораздельных возвышенностях (с истоками рек).